# アエナ (化粧品店)
座標: 北緯35度38分26.6秒 東経139度40分7.1秒 / 北緯35.640722度 東経139.668639度株式会社アエナ (英文社名：AENA Corporation) は、東京都世田谷区に本社を置き、「AENA（アエナ）」の屋号でオフプライスストアを展開する日本の企業である。

## 概要
創業地は京都府であるが、創業直後に東京都へ本社移転して以来、首都圏1都3県を中心に関東地区で出店してきた。2023年からは関西地区へ進出し、関東・関西の二大消費地でドミナント出店を行っている。
出店形態は、基本的にはショッピングセンターなどへのテナント出店で、1号店がイオンへの出店であったことから、イオンモールなどイオングループのショッピングセンターへの出店が多いが、アリオをはじめ他社ショッピングセンターへも広く出店している。
取扱商品は、祖業の健康食品やサプリメントのほか、化粧品や美容・衛生用品、輸入食品などで、特に韓国コスメなどのアジアンコスメに力を入れている。健康食品と化粧品を中心に「WOW！と出会えるオフプライスストア」を謳っている。なお、一般用医薬品の販売免許は持たないためドラッグストアではない。
また、低価格帯の商品を重点的に取り揃えているのが特徴である。コロナ禍の際は、マスクの激安販売を行って客足を伸ばした。またコロナ禍の影響で空きテナントが増加した郊外型ショッピングセンターに積極的な出店を行い、店舗数を増やしている。2024年時点の店舗数は100店舗を超える。

### 社名・店名の由来
「アエナ」の社名・店名は、古代ローマ建国の祖となったアエネアスに由来する。ロゴマークはコーポレートカラーのオレンジ色で、美の女神・アフロディーテが長い髪に緑色のバラの花を差した横顔を、社名の頭文字「A」の形に見立ててデザインしたものである。

## 沿革
2004年7月に京都府京都市中京区で株式会社アエナを設立、翌2005年4月に本部を東京都品川区へ移転した。その後も何度か本社移転を繰り返しているが、2005年以降は本社を東京都内に置いている。
本社東京移転後の2005年9月、直営店として、1号店となる「ビタミンアエナ イオンマリンピア専門館店」を、現在のイオンマリンピアショッピングセンター専門館（旧扇屋ジャスコ、千葉県千葉市美浜区高洲）に出店。翌10月には2号店の南船橋店（千葉県船橋市）、3号店の新宿店（東京都新宿区）を立て続けに出店した。
しかし売上は伸びず、南船橋店は2006年1月に4か月で閉店。品川区の本部事務所も翌2月には閉鎖して世田谷区へ移転、業務には創業時の社員の自宅を事務所代わりに使用しながら、かろうじて会社を維持していた。早くも倒産寸前の危機を迎えた矢先、同年4月に健康食品「赤シソ酢」がヒット商品となり、その後も酵素を使用した健康食品がヒットしたことで業績回復し、会社を立て直すことができた。
なお3号店の新宿店は、売上不振によりテナント契約を更改できず2007年に閉店したが、後に「アエナ 新宿サブナード店」を再出店している。また1号店は、2013年10月に移転改装の上「アエナ マリンピア稲毛海岸店」として現存する。
2007年9月には、神奈川県小田原市へ配送センターを移転して流通網の強化を図るとともに、2010年8月には世田谷区の本部を拡張して本社機能を充実させた。
店舗網の拡大も進み、2009年7月には、10号店となる「ビタミンプラス スーパービバホーム豊洲店」（東京都江東区）を出店。2012年3月には、20号店となる「ビタミンプラス イトーヨーカドー東大和店」（東京都東大和市）を出店した。
2014年4月には、本社を東京都世田谷区弦巻へ移転。同年11月からは、従来使用していた「ビタミンアエナ (Vitamin AENA) 」「ビタミンプラス (Vitamin+) 」の店舗ブランドをリブランドし、商号と同じ「アエナ (AENA) 」に刷新・統一した。翌2015年3月には新ブランド1号店となる「アエナ イオン幕張店」（千葉県千葉市美浜区）を出店した。またこれに伴い、既存店舗のイトーヨーカドー東大和店、ビバモール豊洲店、イトーヨーカドー津田沼店、イオンモール千葉ニュータウン店なども「アエナ◯◯店」に改称してリニューアルオープン、それに合わせて改装セールが開催された。
2010年代後半からはオンラインショップも開始し、2017年2月に自社公式オンラインショップを開設、2019年1月には楽天市場に「アエナ楽天市場店」を出店した。
2017年7月からは公式Twitterアカウントを開設、2021年には公式アプリをリリースした。また、お得な商品情報が配信され、ポイントカードとしても利用できるLINE公式アカウントも開設している。
2019年8月には、本社を現在地の東京都世田谷区三軒茶屋へ移転、2021年3月には、事務所拡張のため同じビル内で本社所在地を再移転、2023年5月には、本社事務所をさらに増床している。
2023年9月には、関西1号店となる「アエナ イオンモール大日店」（大阪府守口市）を出店し、関西地区へ進出した。この店舗と「アエナ イオンモール久御山店」（京都府久世郡久御山町）、「アエナ　イオンモール高の原店」（京都府木津川市）、「アエナ　なんばマルイ店」（大阪府大阪市）は、関西地区の大型店である。
2024年には、会社創立20周年を迎えた。

## 店舗
2024年11月現在、以下の地域に出店している。
- 関東地区 - 東京都、埼玉県、千葉県、神奈川県、茨城県、群馬県、栃木県
- 関西地区 - 大阪府、京都府、兵庫県、奈良県、滋賀県

現行店舗の詳細については、公式サイト「店舗を探す」を参照。